# Sania Mirza
Sania Mirza (sinh ngày 15 tháng 11 năm 1986) là một nữ vận động viên quần vợt Ấn Độ. Cô sinh ra tại Mumbai và lớn lên ở Hyderabad. Với huấn luyện viên là cha mình, cô bắt đầu chơi quần vợt từ năm lên 6, thành vận động viên chuyên nghiệp từ năm 2003. Cô hiện là nữ vận động viên quần vợt người Ấn Độ có thứ hạng cao nhất (hạng 27 ở nội dung đánh đơn và hạng 18 ở nội dung đánh đôi trên bảng xếp hạng của WTA).

## Các chức vô địch (23)

### Nội dung đánh đơn (13)
| Ghi chú                   |
| Grand Slam Title (0)      |
| WTA Tour Championship (0) |
| Tier I (0)                |
| Tier II (0)               |
| Tier III (0)              |
| Tier IV (1)               |
| ITF Circuit (12)          |

| Stt. | Ngày                 | Giải       | Mặt sân | Đối thủ ở trận chung kết | Tỉ số         |
| 1.   | 07 tháng 1, 2002     | Manila     | Cứng    | Akgul Amanmuradova       | 6–0 4–6 6–3   |
| 2.   | 22 tháng 9, 2002     | Hyderabad  | Cứng    | Akgul Amanmuradova       | 6–1 6–2       |
| 3.   | 10 tháng 11 năm 2002 | Manila     | Cứng    | I-Ting Wang              | 2–6 6–4 7–5   |
| 4.   | 23 tháng 2, 2003     | Benin City | Cứng    | Franziska Etzel          | 6–3 6–3       |
| 5.   | 03 tháng 3, 2003     | Benin City | Cứng    | Anca Anastasiu           | 6–1 7–5       |
| 6.   | 05 tháng 10 năm 2003 | Jakarta    | Cứng    | Rushmi Chakravarthi      | 6–3 7–5       |
| 7.   | 01 tháng 2, 2004     | Boca Raton | Cứng    | Cory Ann Avants          | 6–3 6–2       |
| 8.   | 30 tháng 5, 2004     | Campobasso | Đất nện | Magda Mihalache          | 6–3 6–4       |
| 9.   | 08 tháng 8, 2004     | Wrexham    | Cứng    | Irina Boulykina          | 1–6 6–4 6–1   |
| 10.  | 15 tháng 8, 2004     | London     | Cứng    | Jaslyn Hewitt            | 4–6 6–1 6–0   |
| 11.  | 10 tháng 10 năm 2004 | Lagos      | Cứng    | Tiffany Dabek            | 6–3 5–7 6–3   |
| 12.  | 17 tháng 10 năm 2005 | Lagos      | Cứng    | Chanelle Scheepers       | 4–6 7–6 7–5   |
| 13.  | 12 tháng 2, 2005     | Hyderabad  | Cứng    | Alona Bondarenko         | 6–4, 5–7, 6–3 |

### Nội dung đánh đôi (11)
| Ghi chú                   |
| Grand Slam Title (0)      |
| WTA Tour Championship (0) |
| Tier I (0)                |
| Tier II (2)               |
| Tier III (3)              |
| Tier IV (2)               |
| ITF Circuit (4)           |

| Stt. | Ngày                 | Giải       | Mặt sân   | Đồng đội            | Đối thủ ở trận chung kết            | Kết quả     |
| 1.   | 07 tháng 1, 2002     | Manila     | Cứng      | Radhika Tulpule     | Yan-Hua Dong Yao Zhang              | 6–4, 6–3    |
| 2.   | 03 tháng 3, 2003     | Benin City | Cứng      | Rebecca Dandeniya   | Franziska Etzel Christina Obermoser | 6–3, 6–0    |
| 3.   | 22 tháng 2, 2004     | Hyderabad  | Cứng      | Liezel Huber        | Ting Li Tian Tian Sun               | 7–6, 6–4    |
| 4.   | 15 tháng 8, 2004     | London     | Cứng      | Rushmi Chakravarthi | Anna Hawkins Nicole Rencken         | 6–3, 6–2    |
| 5.   | 10 tháng 10 năm 2004 | Lagos      | Cứng      | Shelley Stephens    | Surina De Beer Chanelle Scheepers   | 6–1, 6–4    |
| 6.   | 19 tháng 2, 2006     | Bangalore  | Cứng      | Liezel Huber        | Anastassia Rodionova Elena Vesnina  | 6–3, 6–3    |
| 7.   | 24 tháng 9, 2006     | Kolkata    | Trải thảm | Liezel Huber        | Yulia Beygelzimer Yuliana Fedak     | 6–4, 6–0    |
| 8.   | 14 tháng 5, 2007     | Fes        | Đất nện   | Vania King          | Andreea Vanc Anastassia Rodionova   | 6–1, 6–2    |
| 9.   | 22 tháng 7, 2007     | Cincinnati | Cứng      | Bethanie Mattek     | Alina Jidkova Tatiana Poutchek      | 7–6(4), 7–5 |
| 10.  | 29 tháng 7, 2007     | Stanford   | Cứng      | Shahar Pe'er        | Victoria Azarenka Anna Chakvetadze  | 6–4, 7–6(5) |
| 11.  | 25 tháng 8, 2007     | New Haven  | Cứng      | Mara Santangelo     | Cara Black Liezel Huber             | 6–1, 6–2    |